# Jindřich Špýrský
Jindřich Špýrský, hrabě z Wormsgau (asi 965/970 — 989/992) byl otcem císaře Konráda II. Sálského.
Byl nejstarším synem Oty I. Korutanského. Oženil se s Adélou Alsaskou, sestrou alsaského hraběte. Přežila ho o mnoho let a zemřela v roce 1046. Jeho život nám je jen málo známý, zemřel ve věku pravděpodobně okolo 20 let.
Byl pochován ve Wormské katedrále spolu se svou dcerou Juditou.
Jeho synem byl Konrád II. Sálský.